# Cherokee Nation v. Georgia

Cherokee Nation v. Georgia (1831) est une affaire de la Cour suprême des États-Unis. La nation cherokee avait demandé une injonction fédérale contre les lois adoptées par l'État américain de Géorgie qui les privaient de droits à l'intérieur des frontières de cet État.
Mais la Cour suprême n'a pas entendu l'affaire sur le fond. Elle a statué qu'elle n'avait pas de compétence initiale en la matière, car les Cherokees étaient une nation dépendante, dont la relation avec les États-Unis ressemblait à celle d'un « pupille envers son tuteur », comme l'a dit le juge en chef Marshall.